# Schloss Adertshausen

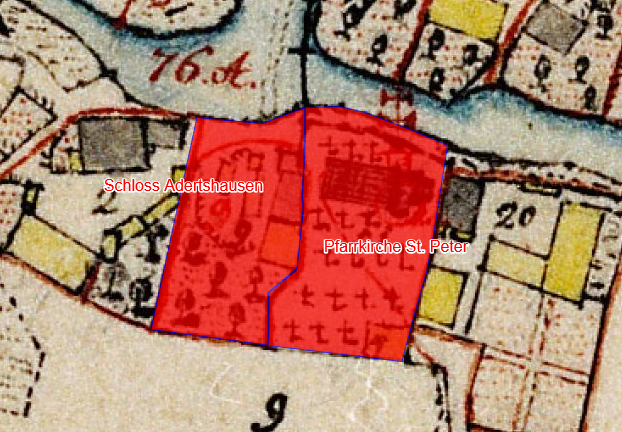
Lageplan von Schloss Adertshausen auf dem Urkataster von Bayern

Das abgegangene Schloss Adertshausen lag in der Gemarkung Adertshausen des oberpfälzischen Marktes Hohenburg im Landkreis Amberg-Sulzbach von Bayern. Das Schloss lag unmittelbar westlich der Pfarrkirche St. Peter von Adertshausen. An der Stelle des Schlosses gab es danach das Gasthaus Kopp, dessen Hausname „beim Gmeiner“ (bei dem Gemäuer) war, eventuell war es der frühere zum Schloss gehörende Meierhof. „Untertägige Befunde des abgegangenen mittelalterlichen und frühneuzeitlichen Adelssitzes von Adertshausen“ werden als Bodendenkmal unter der Aktennummer D-3-6737-0186 geführt.

## Geschichte
Erstmals wurde die Bezeichnung Adertshausen in einer Schenkungsurkunde von 1243 genannt, in welcher Graf Diepold VIII. von Hohenburg die Schenkung der Herrschaft Hohenburg an das Hochstift Regensburg bestätigte. Als Zeugen der Schenkung traten „Friedrich und Rabanus von Eidrathusen“ auf. Kuno von Adertshausen war von 1240 bis 1262 Abt im Kloster Kastl. 1264 wurde „Rabeno von Adertshausen“ genannt, entweder der obige Rabanus oder sein Sohn.
Am 20. August 1295 schlossen Bischof Heinrich II. von Rotteneck und Graf Gebhard von Hirschberg einen Vertrag über die Verteilung der Nachkommenschaft ab, die aus der Ehe des Friedrich von Adertshausen mit einer Tochter des Konrad Schweppermann, einem Dienstmann des Grafen von Hirschberg, hervorgehen würden. Friedrich war ein Sohn des Ulrich von Adertshausen. Otto der Adertshausener quittiert am 30. November 1378 zu Burg Burglengenfeld den Erhalt von 24 Pfund Regensburger Pfennige, die ihm für seine für Herzog Ruprecht erlittenen Schäden durch den Vizedom von Amberg, Konrad von Rosenberg, ausbezahlt wurden. Otto war 1382 Richter zu Rieden, aber von ihm hieß es immer „zu Adertshausen gesessen“. Am 29. Juni 1405 erhielt seine Tochter Osana, verheiratet mit Ludwig dem Sinzenhofer zu Lengenfeld, vom Hochstift Regensburg verschiedene Güter, darunter auch das Schloss Adertshausen belehnt. Das Lehen teilte sie mit Wilhelm Raitenbuch, vermutlich der Bruder der Osana.
Ludwig Sinzenhofer verkaufte die über seine Frau an ihn gekommene Veste mit allem Zubehör um 300 Rheinische Gulden an Heinrich Telwanger zu Lengenfeld. Dieser verstarb um 1427, danach gelangte das Schloss Adertshausen an die Scharpfenberger. Am 1. Mai 1453 belehnte Herzog Ludwig von Bayern dem Mathias Scharpfenberger mit Adertshausen und weiteren Gütern, die zuvor dem Heinrich Telwanger gehört hatten. Mathias folgten seine beiden Söhne Heinrich und Christoph nach. Die Schwester Barbara war ab 1467 die Witwe des Peter Kastner von Schloss Gärbershof. Die beiden Brüder teilten am 21. November 1453 ihre beiden Edelsitze auf, Heinrich behielt Adertshausen und Christoph erhielt die Hofmark Lengenfeld. Heinrich verkaufte am 21. April 1466 Adertshausen um 350 fl an seinen Bruder Christoph. Dieser übergab mit Einwilligung des Regensburger Bischofs am 30. September 1476 seinen Sitz Adertshausen an seine Frau Margaretha, eine geborene von Plankenfels.
Seine Erben hatten das Recht, den Sitz gegen 750 fl wieder einzulösen, falls Margaretha den „Wittib-Stuhl verrücken“ sollte, also sich wieder verheiraten sollte. Die verwitwete Margaretha verkaufte den Besitz zuerst 1493 an ihren Sohn Hans Scharpfenberger. Sie musste sich mit diesem aber überworfen haben, denn am 4. Februar 1496 verkaufte sie an Kaspar von Plankenfels (eventuell ihren Vater). Dadurch kam es zu einem Zerwürfnis mit der Scharpfenberger Erben, das erst durch einen Schiedsspruch vom 15. November 1500 gelöst wurde. Die Witwe Elisabeth Scharpfenberger und ihre Kinder einigten sich mit Kaspar von Plankenfels, nachdem diesem der Sitz Adertshausen gegen eine Verpfändungssumme von 400 fl erhalten geblieben war. Elisabeth heiratete 1487 Wolfgang Punzinger von Allersburg, wurde aber 1492 wieder als Witwe mit unmündigen Kindern genannt. Die Einlösung der verpfändeten Burg fand 1531 durch Hans Scharpfenberger statt. Aber am 29. November 1531 bekannte Georg von Plankenfels zu Hohendreßwitz, dass ihm der Sitz Adertshausen mit den Höfen von Raversdorf bei einer Erbteilung mit seinem Bruder Otto zugefallen sei. Hans Scharpfenberger hatte auch die Burg Allersburg besessen.
Die Scharpfenberger waren die letzten dort ansässigen Adeligen. Danach blieb der Besitz bischöfliches Kammergut. 1602 tauschte das Hochstift den Adertshausener Besitz nach der Hohenburgischen Pflegamtsrechnung von Pfalz-Neuburg um 850 fl ein. Am 29. August 1619 leistete Ludwig Scharpfenberger nach Erhalt von 300 fl gegen den Bischof Albert von Toerring-Stein einen Verzicht auf Wiedereinlösung von Adertshausen.
Schon 1613 wurde Adertshausen als ein „öder Sitz oder Schloß, das Altengemäuer genannt“ bezeichnet, 1612 waren von dem nur mehr „leere zerrissene Mauerwände ohne Bedachung“ vorhanden. 1656 wurde Steinmaterial abgefahren und das romanische Portal für die Wallfahrtskirche Stettkirchen verwendet.